# The Innocents (Weyes Blood)
The Innocents è il secondo album in studio della musicista statunitense Weyes Blood, pubblicato nel 2014.

## Tracce
Testi e musiche di Natalie Mering.
1. Land of Broken Dreams – 4:31
2. Hang On – 3:45
3. Some Winters – 6:15
4. Summer – 2:47
5. Requiem for Forgiveness – 4:29
6. Ashes – 5:27
7. Bad Magic – 5:54
8. February Skies – 4:45
9. Montrose – 2:57
10. Bound to Earth – 3:39